# Stenhomalus werneri
Stenhomalus werneri är en skalbaggsart som beskrevs av Karl Adlbauer 2001. Stenhomalus werneri ingår i släktet Stenhomalus och familjen långhorningar.
Artens utbredningsområde är Kenya. Inga underarter finns listade i Catalogue of Life.